# 平面刚体运动
平面刚体运动，是一种在平面上进行的几何变换.反射变换和旋转变换等几何变换都有一个共同特点，即所谓“保距性”.也就是说，对于平面内任意两点P、Q，在反射（或某种几何变换）下对应的点是P'和Q'，那么P'到Q'的距离，就等于PQ的距离.借用物理学上的刚体一词，我们把这种变换叫做：平面刚体运动.

## 定义
设α是一个平面，m: 平面α→平面α 是一个一一映射，若m保持平面α内任意两点间的距离不变，则称m是一个平面刚体运动.

## 解释
下面我们对上述定义做一个简单解释.任意一个平面刚体运动m:平面α→平面α都满足以下4条：
1. 对于平面α内的任意一点P，在平面α内存在唯一的一点P'与之对应，记作P'=m(P)，P'叫做P在m作用下的象；
2. 任取平面α内的一点P'，存在平面α内的唯一一点P，使得P'是P在变换m作用下的象；
3. 任取平面α内的两点P1、P2，如果P1≠P2，那么它们的象也是不同的，即：m(P1)≠m(P2);
4. 任取平面α内的两点P、Q，它们在m下的象是P'和Q'，即：P'=m(P)，Q'=m(Q)，那么|P'Q'|=|PQ|，即点P'，Q'之间的距离与点P，Q之间的距离相等.

平移、旋转、反射是三种最常见的平面刚体运动.

## 性质
保持距离不变是m的一个很强的性质。通过这一性质我们可以证明：只要知道不共线的三点A，B，C在m下的象A'，B'，C'，m就完全确定下来了.

### 命题1
m: 平面α→平面α 是平面刚体运动当且仅当m是一个的将平面α内的直线映射成直线，射线映射成射线，线段映射成等长的线段的一一映射.
证明：令l是平面α内的任意一条直线，设m把l上所有的点映到点集l'.在l上任取两点A，B，设m把它们分别映射到A'，B'.下面证明l'是过A'，B'的直线.在AB上任取一点C，设m把点C映射到点C'.
1. 当点C在AB之间时，由平面刚体运动的定义得：|A'C'|+|CB|=|AC|+|CB|=|AB|=|A'B'|，所以点C'在线段A'B'上.
2. 当点C在AB的延长线上时，我们有：|A'B'|+|B'C'|=|AB|+|BC|=|AC|=|A'C'|，所以B'在线段A'C'上，即点C'在线段A'B'的延长线上.
3. 同理可证，当点C在BA的延长线上时，点C'在线段B'A'的延长线上.

综上所述，由点A，B，C的任意性可知，l'是一条直线
证毕.

### 命题2
三角形在平面刚体运动的作用下，形状和大小都保持不变.
证明：设△ABC是平面α内的任意一个三角形，由已证明题可知，平面刚体运动 m:平面α→平面α 把线段AB，BC，AC依次映射成线段A'B'，B'C'，A'C'，而且AB=A'B'，BC=B'C'，AC=A'C'.
由于AB+BC>AC，故A'B'+B'C'>A'C'，所以AB，BC，CA，构成了一个以A，B，C为顶点的三角形，而且△ABC与△ABC全等.
证毕.
用类似的方法可证得：在平面刚体运动m的作用下，正n边形的大小和形状都保持不变.

## 特殊
设 m:平面α→平面α 是一个平面刚体运动，若在平面α内至少存在一个点O，点O在m的作用下保持不动，即m(O)=O，我们称m为有不动点的平面刚体运动.可以证明：只有反射变换和旋转变换是有不动点的平面刚体变换.